# 야타촌 (오사카부)
야타촌(일본어: 矢田村)은 일본 오사카부 나카카와치군에 있던 촌이다. 현재 오사카시 히가시스미요시구 중 끝에 '矢田'가 붙는 각 정에 해당한다.

## 역사
- 1889년 4월 1일 - 정촌제 시행에 의해 단보쿠군 야타촌이 성립하였다.
- 1896년 4월 1일 - 군 통합에 의해 나카카와치군이 성립하였다.
- 1955년 4월 3일 - 오사카시에 편입해 히가시스미요시구의 일부가 되어, 동일 우리와리촌은 폐지되었다
- 1974년 7월 22일 - 분구로 인해 구촌 지역이 히라노구의 일부가 되었다.

## 교통

### 철도
- 긴키 닛폰 철도
  - 긴테쓰 나라선

## 참고문헌
- 大日本篤農家名鑑編纂所編『大日本篤農家名鑑』大日本篤農家名鑑編纂所、1910年。
- 商工省編『全国工場通覧 昭和6年9月』日刊工業新聞社、1931年。
- 『角川日本地名大辞典 27 大阪府』。